# Riwoche (klooster)
Riwoche is een Tibetaans boeddhistisch klooster uit de taklung kagyü (kagyütraditie). Het klooster werd in de 12e eeuw door Taklung Tangpa gesticht in de provincie Kham in Oost-Tibet.
Het klooster bood tot de jaren 50 huisvesting aan 1000 monniken. De geschiedenisvertellingen van Riwoche kennen veel wonderen en zeldzame gebeurtenissen. De leer is gebaseerd op de 9e-eeuwse boeddhameester Padmasambhava.
Het klooster van Riwoche werd in het midden van de 20e eeuw door de Chinese autoriteiten verwoest en de herbouw werd in het eerste decennium van de 21e eeuw voltooid.
De Riwoche-lijn wordt sinds de ballingschap na de opstand in Tibet van 1959 vertegenwoordigd in Nepal, door de zevende reïncarnatie van de Phagchog tulku's, Phagchog Rinpoche.
De Chagyima-hal op het terrein staat sinds 2006 op de lijst van culturele erfgoederen in de Tibetaanse Autonome Regio.